# Вагнхерад
Вагнхерад (на шведски: Vagnhärad) е град в източната част на централна Швеция, лен Сьодерманланд, община Труса. Разположен е около река Трусаон. Намира се на около 70 km на югозапад от столицата Стокхолм и на около 50 km на североизток от Нюшьопинг. Има жп гара. Населението на града е 3526 жители, по приблизителна оценка от декември 2017 г.